# Sital Mulque
Sital Mulque (Sitt al-Mulk; 970–5 de fevereiro de 1023 (53 anos)) (em árabe: ست الملك), foi uma filha do califa fatímida Alaziz e irmã mais velha de Aláqueme Biamir Alá. Ela foi a regente de Ali Azair entre 1021 e 1023.

## Biografia
Após a morte do pai em 996, ela tentou, com a ajuda de um primo, forçar a ascensão do irmão ao trono, mas foi presa pelo vizir eunuco Barjauã. Ela se tornaria regente do seu sobrinho e sucessor de Aláqueme em 1021. Por dois anos, ela manteve o poder e influência como conselheira após ele ter completado dezesseis anos, como pode ser evidenciado pelos generosos apanágios que ela recebia. Após a sua ascensão, ela começou a desfazer diversas regulamentações estranhas que Aláqueme havia outorgado durante o seu califado. Ela também perseguiu fortemente a nascente religião drusa, que acreditava que Aláqueme fosse divino, eliminando-a inteiramente no Egito e restringindo-a às montanhas do Líbano. Ela também trabalhou para reduzir as tensões com o Império Bizantino por conta da suserania sobre o Emirado de Alepo, porém não conseguiu concluir as negociação, pois faleceu em 5 de fevereiro de 1023, aos cinquenta e dois anos de idade.